# شاطئ مانسمان
شاطئ مانسمان هو شاطئ يقع بمدينة المحمدية في المغرب، يستقبل عددًا كبيرا من المصطافين خلال فصل الصيف، يتميز بمزاوجته بين شاطئ رملي وأخر صخري، كما يُعرف بتكون جزيرة بالقرب منه خلال فترة المد، ويعتبر مكانا مفضلا لدى الصيادين لممارسة هواية الصيد بالقصبة.

## أصل التسمية
أصل تسمية هذا الشاطئ تعود إلى اسم عائلة ألمانية مستوطنة مكونة من 6 أخوة أقامت بالمنطقة قبل خضوع المغرب للحماية الفرنسية، خلال فترة التنافس الإمبريالي على المغرب، حيث عمل الإخوة مانسمان على تشييد مصنع لصناعة السكاكين بمدية المحمدية (فضالة سابقا)، وكانو يمتلكون امتيازات مهمة جعلتهم يتملكون وعاء عقاريا زراعيا كبيرا على ساحل المحمدية، خاصة على ساحل شاطئ مانسمان، لكن الاتفاق الذي تم بين فرنسا وألمانيا، أجبر عائلة مانسمان على التخلي عن هذه المنطقة لصالح عائلة هيرسنت الفرنسية.

## الموقع
يقع شاطئ مانسمان بالجماعة الحضرية المحمدية، بعمالة المحمدية، بجهة الدار البيضاء سطات المغربية، بين شاطئي ميرامار ومونيكا.

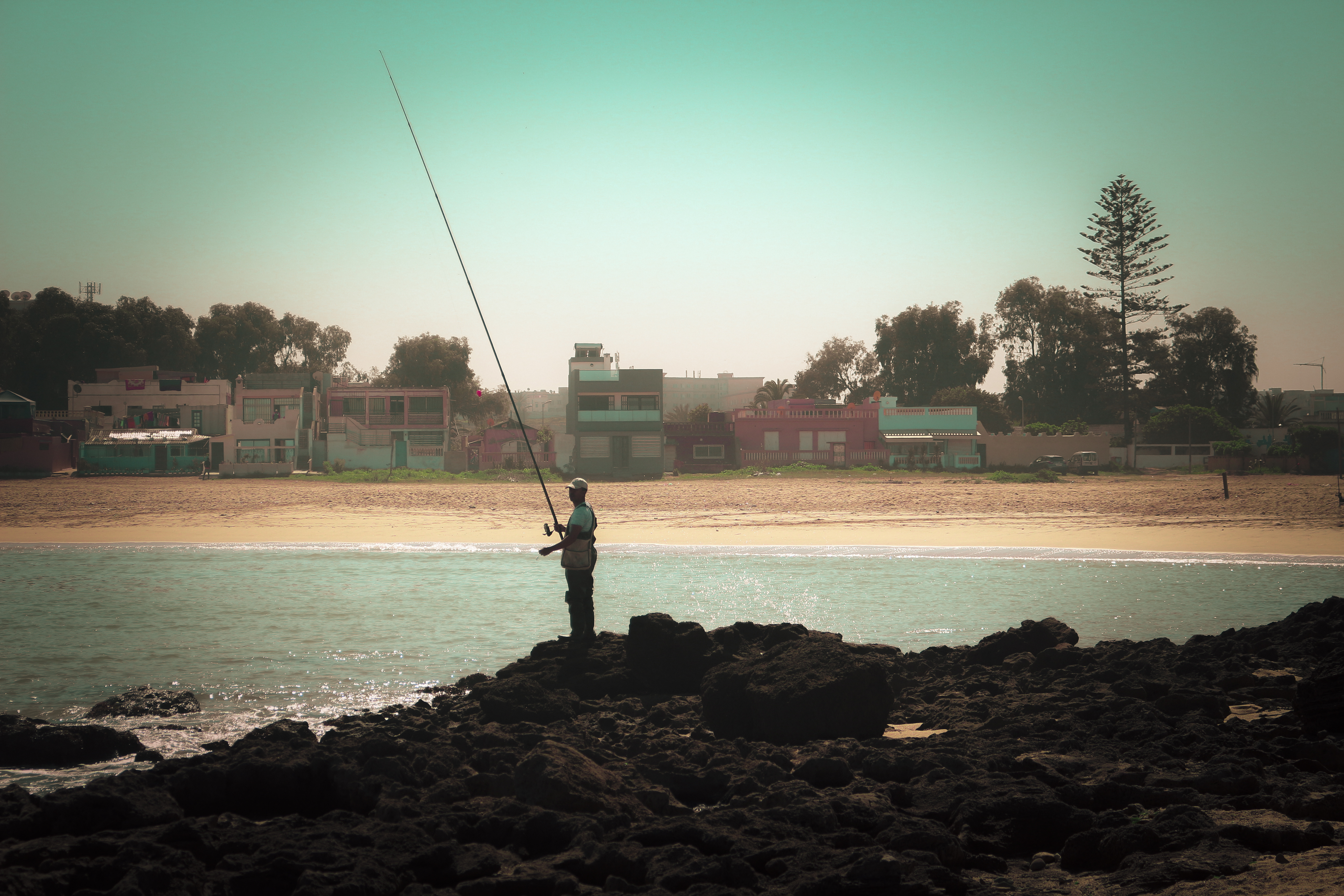
صورة لصياد بالقصبة من شاطئ مانسمان

بعد عملية المد، تتكون قرب الشاطئ جزيرة صخرية خلابة تسمى جزيرة مانسمان، تتخللها بعض أكواخ الصيادين.

## السياحة

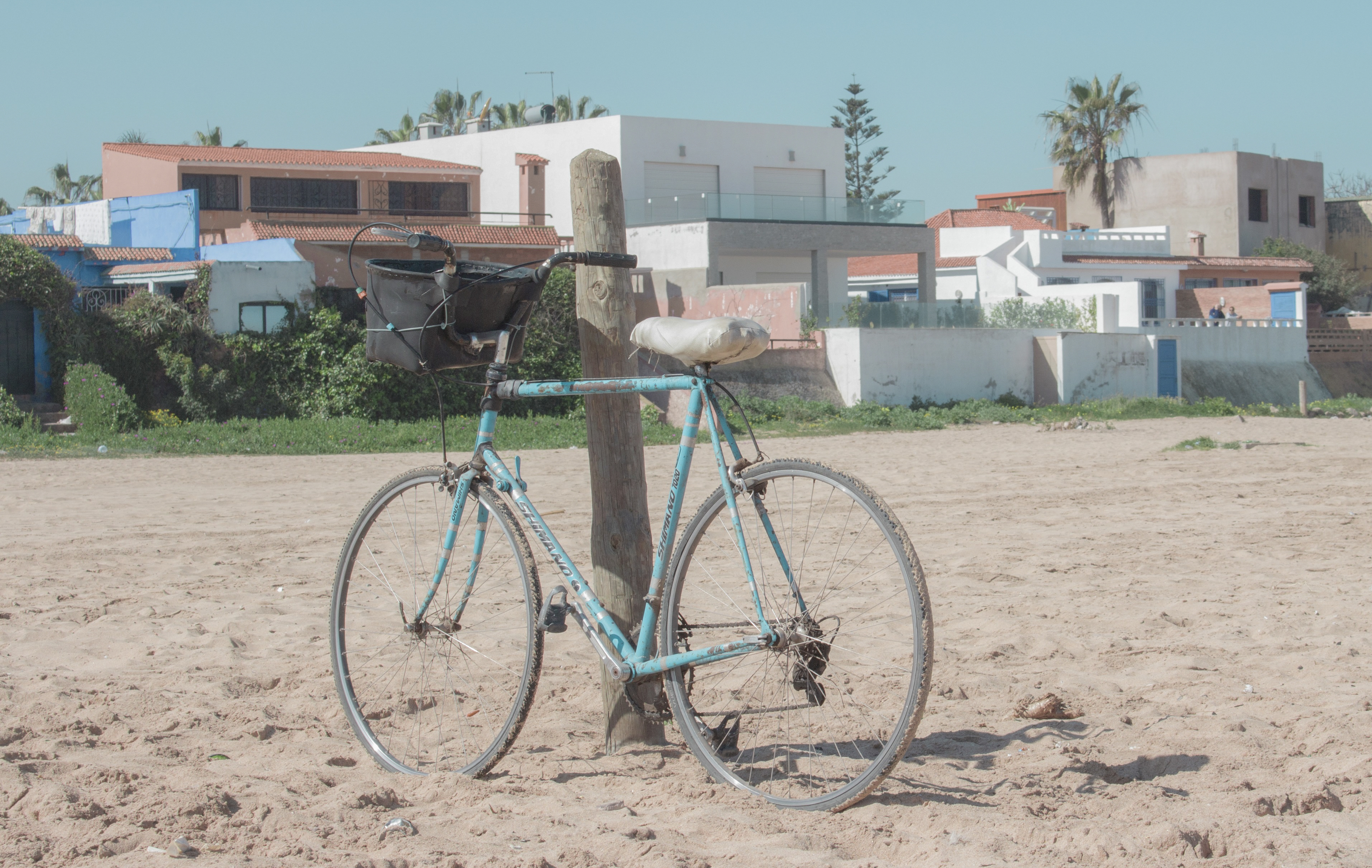
دراجة هوائية زرقاء لصياد بشاطئ مانسمان

يشهد هذا الشاطئ خلال الصيف رواجا كبيرا، حيث يعد متنفسا للساكنة التي تفضل التنقل من أجل الاستجمام بهذا الشاطئ، خاصةً العائلات، حيث تعد السباحة فيه مناسبة للأطفال. ينتشر في الشاطئ باعة متجولون، وأيضًا خدمة إيجار المظليات والكراسي والطاولات وألواح التزلج وركوب الخيل لفائدة المصطافين، كما يشتهر هذا الشاطئ بالإقبال الكبير لهواة الصيد بالقصبة.

## التهيئة

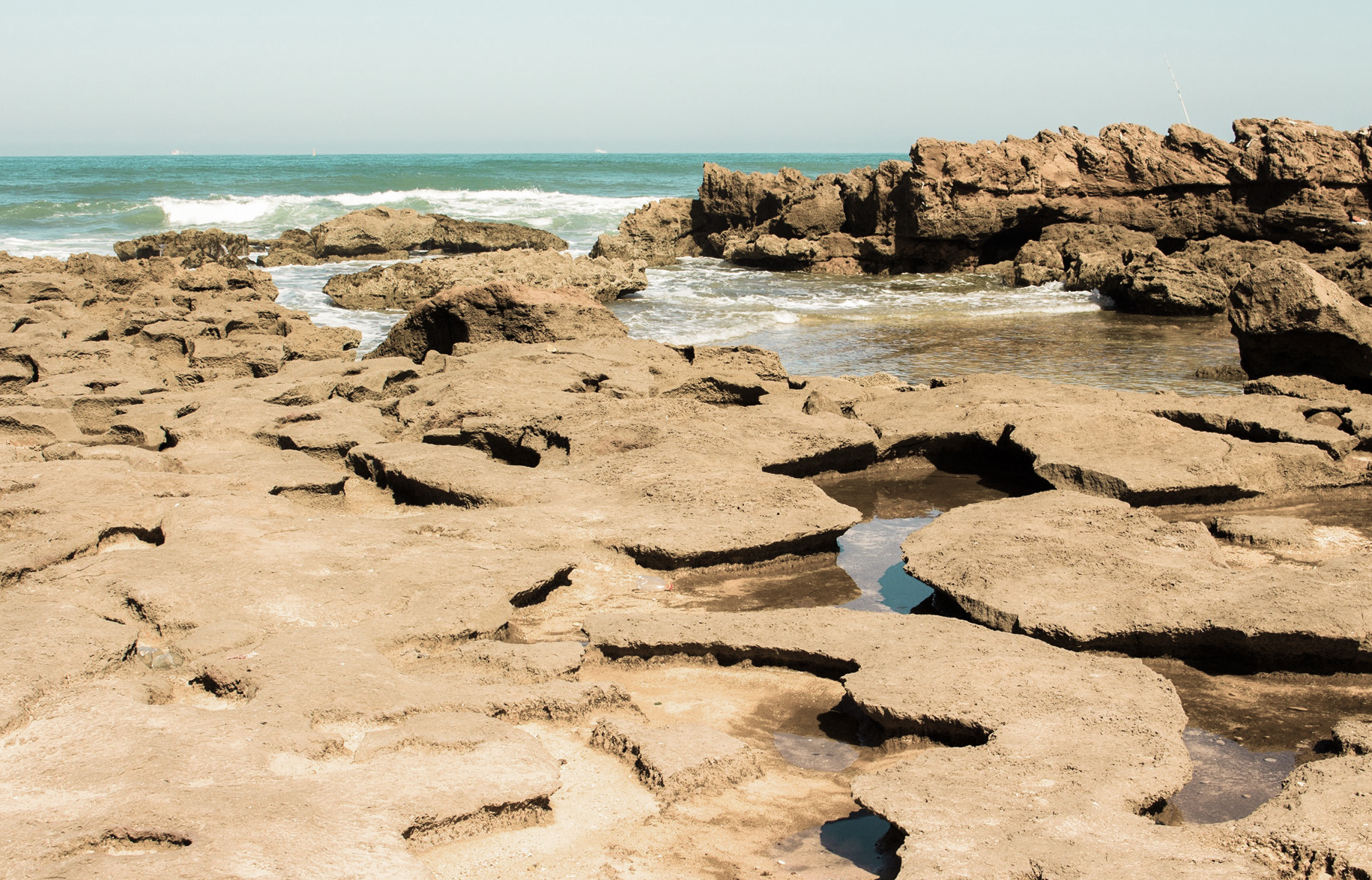
الجزء الصخري من شاطئ مانسمان

لا يحتوي شاطئ مانسمان على أي كورنيش، حيث تطوقه سلسلة من المنازل والأكواخ الشاطئية، مع تواجد عدد قليل من المقاهي، لكن في السنوات الأخيرة، تم تشييد إقامات سكنية سياحية قرب الشاطئ تفصلها دقائق فقط عنه. يتخلل هذا الشاطئ قناة لتصريف مياه الأمطار من النوع الكبير.

## البيئة
يتلقى هذا الشاطئ انتقادات قليلة بخصوص الوضعية البيئية مقارنة بالشواطئ المجاورة، حيث تبدوا مياهه صافية، لكن إقامة قناة لتصريف مياه الأمطار على الشاطئ طرح تسائلاتٍ من طرف النشطاء البيئيين، إضافة إلى انتقادهم للتجزئات السكنية المقامة قرب الشاطئ، والأكواخ التي لا تحترم المسافة القانونية بينها وبين الشاطئ